# Adsav

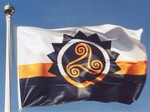
Partiflaggan

Adsav är ett militant nationalistiskt parti i Bretagne. Det grundades år 2000 av Patrick Montauzier.
Partiledaren var sedan innan känd som deltagare i Bretagnes befrielsefront som deltog i attacken mot slottet i Versailles i juni 1978.
Partiet utger sig för att vilja rädda bretonernas identitet och verka för dess intressen genom att skapa en självständig stat. Partiet ger ut en tidskrift, Framåt Breton!, och samarbetar med andra partier i Europa med militans eller högerextremism på agendan, såsom Lega Nord, Dansk Folkeparti, Nationaldemokraterna och Vlaams Belang.